# Naulekh
Der Naulekh (auch Nau Lekh) ist ein Berg in der Khumbu-Region in Nepal. 
Der 6363 m hohe Naulekh befindet sich in einer Berggruppe, die sich zwischen den Flusstälern von Hinku Drangka (im Westen) und Hunku Drangka (im Osten) erstreckt. Zum nordwestlich gelegenen Mera Peak führt vom Naulekh ein Berggrat.

## Besteigungsgeschichte
Im Jahr 1954 bestieg eine neuseeländische Expedition den Gipfel von Nordosten aus. Am 8. Juni 1954 erreichten Colin Todd und Bill Beaven den Gipfel.